# Museo Fram
Il Museo Fram è un museo dedicato alle esplorazioni polari sito in Norvegia nella parte occidentale di Oslo; esso sorge sul molo della penisola di Bygdøy, dove si trovano altri importanti musei quali il Kon-Tiki Museum, il Museo delle navi vichinghe di Oslo, il Norsk Folkemuseum, il museo del folclore norvegese ed il Norsk Maritimt Museum, il museo marittimo norvegese.

## Storia
Il museo fu inaugurato il 20 maggio 1936 ed il suo nome venne dedicato alla Fram, la nave, costruita dall'architetto navale scozzese Colin Archer, utilizzata nelle esplorazioni dell'artide e dell'antartide da esploratori norvegesi quali Fridtjof Nansen, Otto Sverdrup, Oscar Wisting e Roald Amundsen.

## Il museo
Il museo contiene la nave Fram, interamente restaurata e visitabile anche all'interno, e dal 2013 anche la nave Gjøa, oltre ad una ricca galleria di immagini e di documenti relativi alle esplorazioni polari.

## Galleria d'immagini

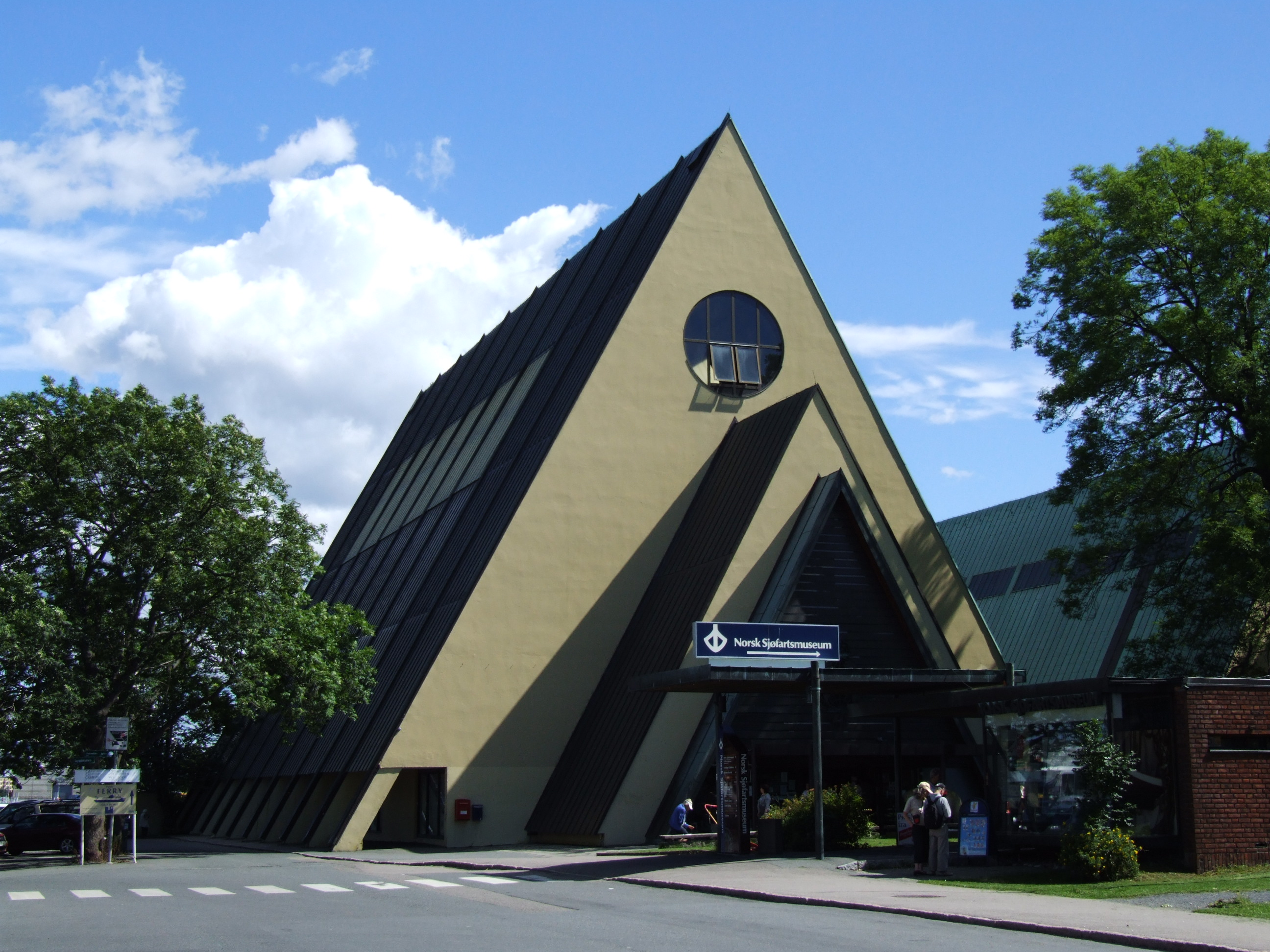
Veduta esterna del museo Fram
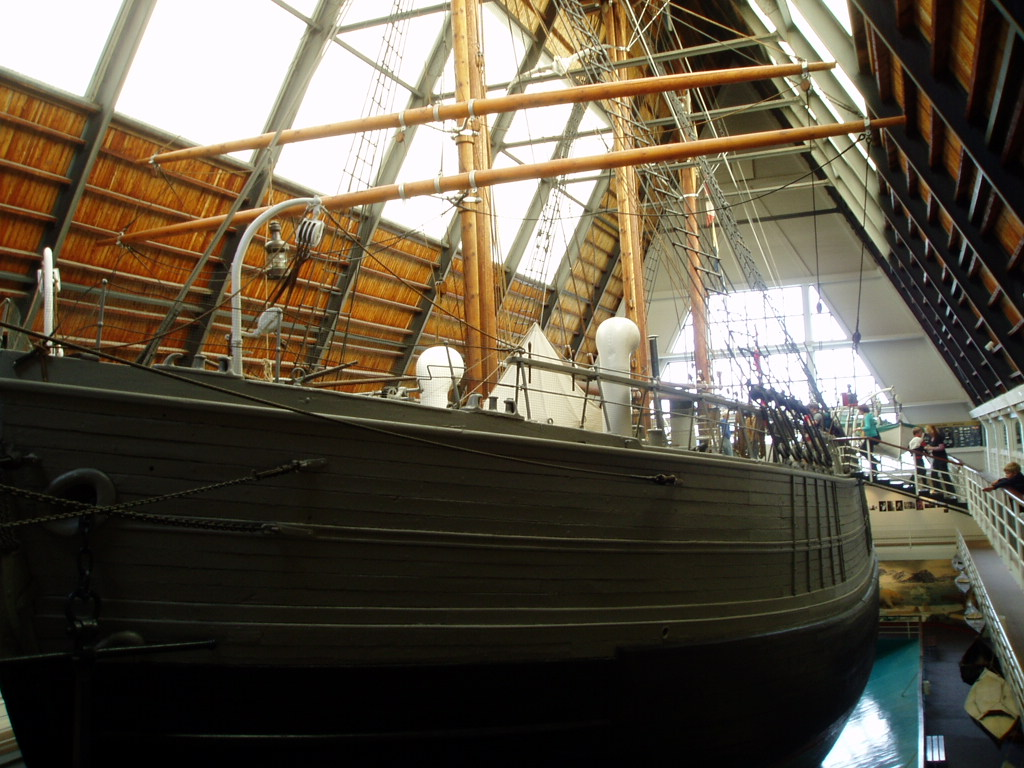
L'interno del museo con, a destra, la passerella per accedere alla Fram
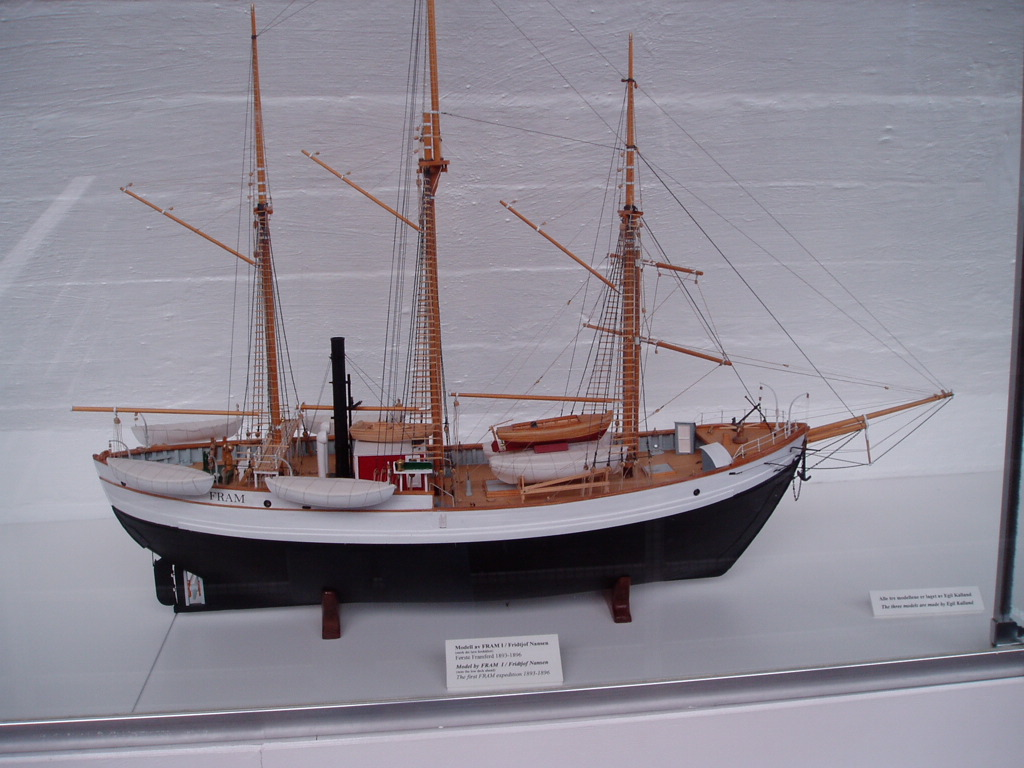
Modellino in scala della Fram all'interno del museo
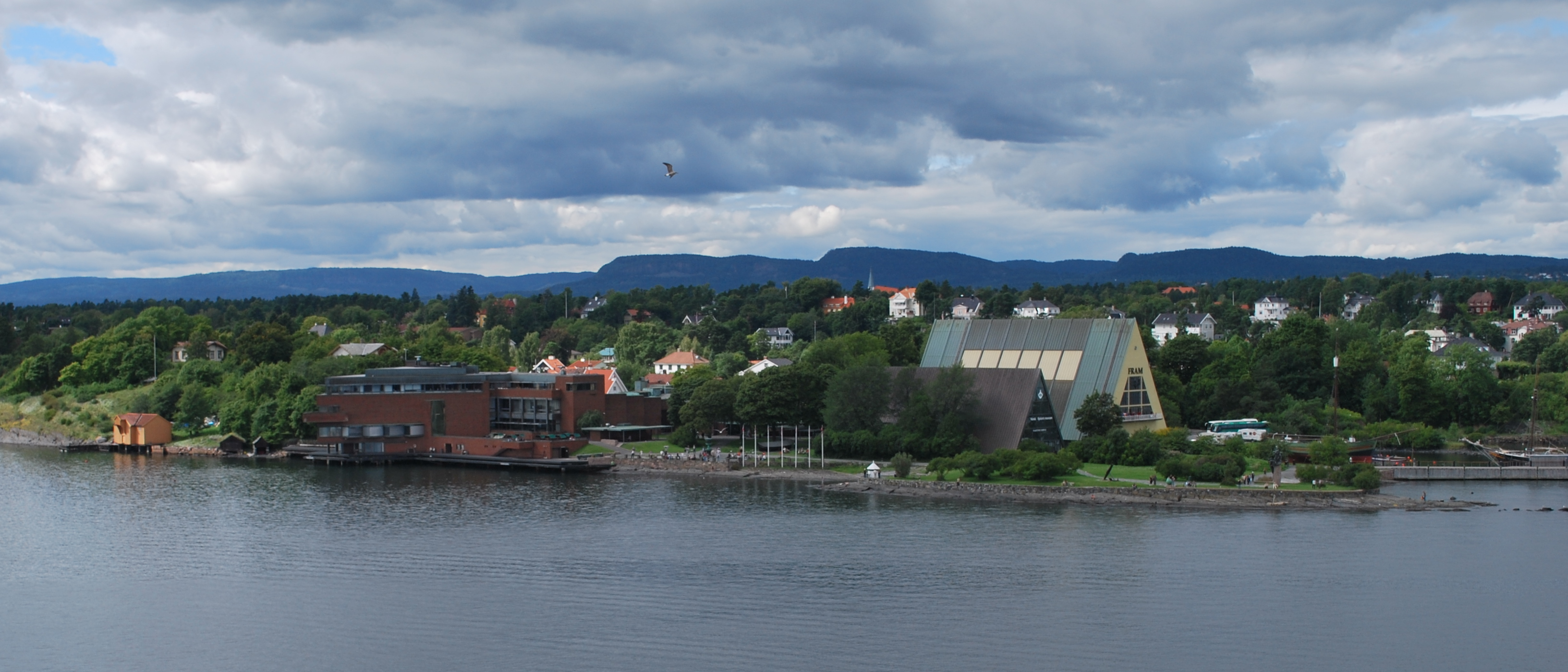
Veduta della penisola di Bygdøy con, a destra, il museo Fram ed, a sinistra, il Norsk Maritimt Museum